# Balázs Bábel

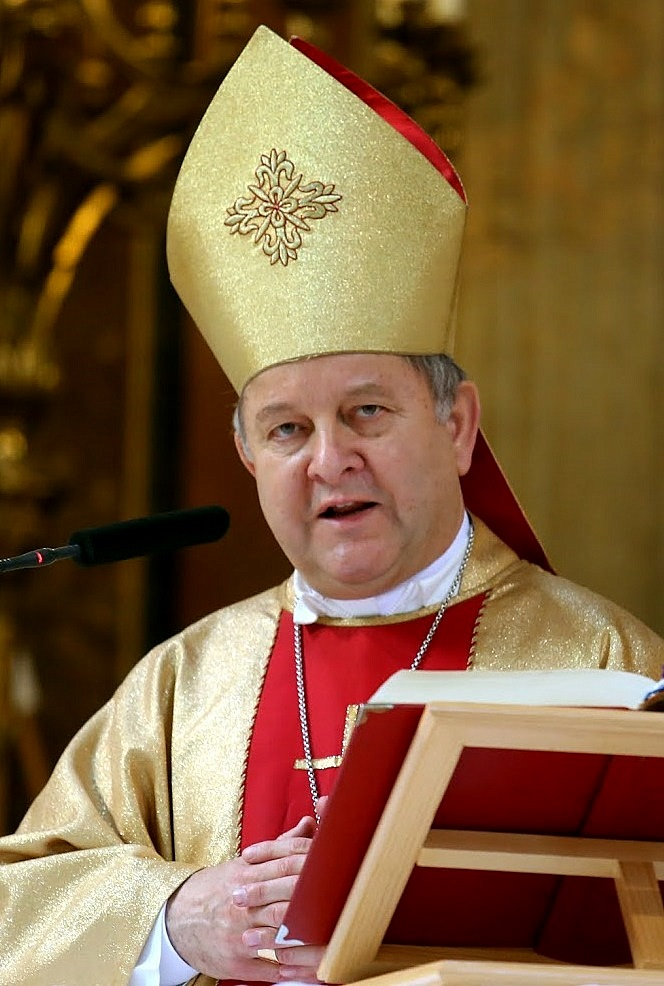
Balázs Bábel (2014),
Erzbischof von Kalocsa-Kecskemét

Wappen von Balázs Bábel

Balázs Bábel (* 18. Oktober 1950 in Gyón) ist ein ungarischer römisch-katholischer Geistlicher und Erzbischof von Kalocsa-Kecskemét.

## Leben
Balázs Bábel empfing am 19. Juni 1976 das Sakrament der Priesterweihe.
Papst Johannes Paul II. ernannte ihn am 24. Februar 1999 zum Koadjutorbischof für das Erzbistum Kalocsa-Kecskemét. Der Erzbischof von Esztergom-Budapest, Kardinal László Paskai, spendete ihm am 28. April 1999 die Bischofsweihe. Mitkonsekratoren waren Erzbischof László Dankó von Kalocsa-Kecskemét und Bischof Ferenc Keszthelyi von Vác.
Mit dem Tod Erzbischof Dankós am 25. Juni 1999 trat Balázs Bábel dessen Nachfolge als Erzbischof von Kalocsa-Kecskemét an.